# George Kingston
George Kingston (* 20. August 1939 in Biggar, Saskatchewan) ist ein kanadischer Eishockeytrainer. Kingston trainierte zuvor unter anderem vier verschiedene Herrennationalteams und war von 1991 bis 1993 der erste Cheftrainer der San Jose Sharks.

## Karriere
Kingston begann seine Karriere als Trainer im Jahr 1968 an der University of Calgary. Insgesamt betreute der Kanadier das Universitäts-Team 16 Jahre lang, jedoch mit zweimaliger Unterbrechung. Kingstons erstes Engagement dauerte von 1968 bis 1976, das zweite von 1978 bis 1983 und das dritte und letzte von 1984 bis 1988. Während seiner Amtszeit schaffte Kingston das Team zu fünf Meisterschaften in der Alberta Colleges Athletics Conference zu führen. Nach Beendigung seiner letzten Saison in Calgary stand Kingstons Bilanz bei 245 Siege mit dem Team, demgegenüber standen 128 Niederlagen.
Kingstons Leistungen an der University of Calgary machten ihn auch für die NHL interessant. Nachdem er bereits von 1980 bis 1982 als Assistenztrainer bei den Calgary Flames tätig war, verpflichteten ihn die Minnesota North Stars zu Beginn der Saison 1988/89 ebenfalls als Assistenztrainer. Dort verblieb Kingstons jedoch nur eine einzige Saison und trat 1989 das Amt des norwegischen Nationaltrainers an. Die Zeit des Kanadiers in Norwegen war alles andere als erfolgreich und so beendete er auch dort bereits nach zwei Jahren seine Tätigkeit, um zu Beginn der Saison 1991/92 der erste Coach des neuen Franchise der San Jose Sharks zu werden.
In seiner ersten Saison erreichte er mit dem Team gerade einmal 17 Siege und man schloss die Saison als punktschlechteste Mannschaft der gesamten Liga ab. Um einem weiteren schlechten Abschneiden in der folgenden Saison entgegenzuwirken, entschied sich das Management Kingston, zusammen mit Chuck Grillo und Dean Lombardi, das Amt des General Managers zu übertragen. Aber die Saison 1992/93 endete in einem Desaster, denn mit nur elf Siegen war die Mannschaft noch schlechter als im Jahr zuvor. Aufgrund einer Gesamtbilanz von 28 Siegen in 164 Spielen wurde Kingston nach der Saison, sowohl als Trainer als auch als General Manager entlassen.
Daraufhin nahm Kingston ein Angebot als Nationaltrainer der kanadischen Eishockeynationalmannschaft an, die er bei der Weltmeisterschaft 1994 in Italien zum Titelgewinn führte und bei den Olympischen Winterspielen 1994 das Finale erreichte. Seine Leistungen mit dem Team Canada weckten das Interesse des Deutschen Eishockey-Bundes, dessen Nationalmannschaft bei der WM nur auf dem neunten Platz gelandet war, und so wurde Kingston 1994 Eishockey-Nationaltrainer Deutschlands. Mit eher mäßigem Erfolg blieb er bis 1998 im Amt.
Nach einer kurzen Auszeit wurde Kingston 1999 von einem weiteren neuen Franchise in der NHL, den Atlanta Thrashers, unter Vertrag genommen. Diesmal jedoch wieder im Amt des Assistenztrainers. Für zwei Jahre blieb Kingston in Atlanta, ehe es ihn weiter südlich zu den Florida Panthers trieb. Dort war er ab der Saison 2001/02 Assistenztrainer, bis er im Jahr 2003 während der Saison durch Mike Keenan ersetzt wurde. In der Saison 2006/07 kehrte er jedoch wieder für ein Jahr als Assistenztrainer nach Florida zurück.
Im Jahr 2007 übernahm er die Leitung des norwegischen Frauennationalteams und stand bei der Weltmeisterschaft der Division I im Jahr 2008 als Cheftrainer hinter der Bande.

### NHL-Trainerstatistik
Legende: S=Siege, N=Niederlagen, U=Unentschieden

## Erfolge und Auszeichnungen
- 1983 Bronzemedaille bei der Weltmeisterschaft
- 1994 Goldmedaille bei der Eishockey-Weltmeisterschaft
- 1994 Silbermedaille bei den Olympischen Winterspielen
- 2019 Order of Hockey in Canada

## Sonstiges
Kingston trägt den Titel „Dr. phil.“ und hat zudem einen Bachelor of Arts und Master of Arts in Erziehung und physischer Erziehung, die er an der University of Alberta erworben hat.